# 2016 في لاتفيا
فيما يلي قوائم الأحداث التي وقعت خلال عام 2016 في لاتفيا.

## سياسة

### تعيين في المنصب
- 18 فبراير – لايمدوتا ستراويوما عضو في السايما ‏.

### انتهاء فترة المنصب
- 11 فبراير – لايمدوتا ستراويوما رئيس وزراء لاتفيا.

## رياضة
- 1 يناير – لاتفيا في الألعاب الأولمبية الصيفية 2016

## وفيات

### يناير
- 4 يناير – روسش فريفالدز (مواليد 1942) رياضياتي روسي.[1]

### أبريل
- 9 أبريل – جوريس اكمنس (مواليد 1941)